# Chongqing World Trade Center
Chongqing World Trade Center (chiń. 重庆世界贸易中心; pinyin Chóngqìng Shìjiè Màoyì Zhōngxīn) – wieżowiec w Chongqing, w Chińskiej Republice Ludowej, o wysokości 283,1 m. Budynek został otwarty w 2004, ma 60 kondygnacji.